# Epomophorus grandis
Epomophorus grandis је врста сисара из реда слепих мишева и породице велики љиљци.

## Распрострањење
Ареал врсте је ограничен на једну државу. Ангола је једино познато природно станиште врсте.

## Станиште
Станишта врсте су шуме и саване.

## Угроженост
Подаци о распрострањености ове врсте су недовољни.